# Tarik Tissoudali
Tarik Tissoudali (Amsterdam, 2 aprile 1993) è un calciatore marocchino, attaccante del Khor Fakkan in prestito dal PAOK e della nazionale marocchina.

## Carriera

### Club
Ha giocato nella prima divisione belga.

### Nazionale
Ha giocato nella nazionale marocchina Under-23.
Nel 2022 ha esordito nella nazionale maggiore marocchina, con cui ha partecipato anche alla Coppa d'Africa 2021 (giocata in realtà nel gennaio del 2022, a dispetto del nome).

## Palmarès

### Club

#### Competizioni nazionali
- Division 1B: 1

Beerschot VA: 2019-2020
- Coppa del Belgio: 1

Gent: 2021-2022